# Tadarida insignis
Tadarida insignis is een zoogdier uit de familie van de bulvleermuizen (Molossidae). De wetenschappelijke naam van de soort werd voor het eerst geldig gepubliceerd door Blyth in 1862.

## Voorkomen
De soort komt voor in Japan, Taiwan, Korea en het zuiden van China.